# 歐根·博姆-巴維克

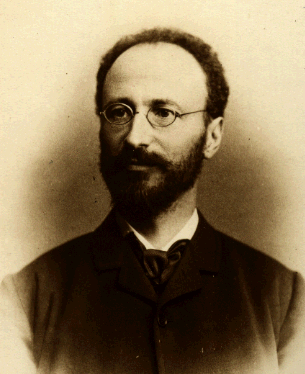
歐根·博姆-巴維克

歐根·博姆-巴維克（德語：Eugen von Böhm-Bawerk，庞巴维克，1851年2月12日—1914年8月27日）是奧地利的經濟學家，他對奧地利經濟學派有著重要的貢獻。喬治·瑞斯曼称他为“仅次于路德維希·馮·米塞斯”的奥地利第二重要的经济学家。

## 生平
博姆-巴維克在维也纳大学就讀法律學期间閱讀了卡爾·門格爾所著的《經濟學原理》（Grundsätze der Volkswirtschaftslehre）一書，雖然他從不曾親自被門格爾教導過，但他很快便成為了門格爾理論的忠實支持者。约瑟夫·熊彼特描述博姆-巴維克「徹底熱衷於門格爾的理論，以致於他根本不需要研究其他的理論家。」在維也納大學就讀的歲月裡，他結識了另一名奧地利學派經濟學家弗里德里克·馮·維塞爾，兩人後來還結為襟兄弟。
在完成學業後博姆-巴維克進入了奧地利政府的財政部門任職。他在1880年代擔任教職，也是在這段時間他發表了他的巨作《资本与利息》（Kapital und Kapitalzins）。
在1889年他受命前往維也納財政部，以起草一份直接稅稅制的改革計畫。當時奧地利的稅賦體制對於經濟生產課與重稅，尤其是在戰時，這對奧地利經濟的投資活動造成極大障礙。博姆-巴維克的提議為設立現代的所得稅制，這項改革很快被通過，並在接下來幾年裡獲得了巨大的成功。
博姆-巴維克在1895年成為了奧地利財政部長。他斷斷續續的擔任了幾屆財政部長，最長的是第三次—從1900年直至1904年。任內他嚴格的保持穩定的金本位以及預算的平衡。在1902年他取消了政府對製糖業的補貼—儘管製糖業在兩個世紀以來一直是奧地利的經濟特色。他最後在1904年辭職，因為當時奧地利軍方的開支不斷增加，造成他無法平衡預算。經濟史學家亚历山大·格申克龙曾批評博姆-巴維克奉行的「一便士也不多花」的政策，並批評當時奧地利的經濟發展遲緩便是因為博姆-巴維克不願在公共建設計畫上投入大量開支所造成的。不過，约瑟夫·熊彼特則讚美博姆-巴維克在任內對於奧地利財政穩定的貢獻。博姆-巴維克的肖像曾在1984年至2002年間出現於一百元的先令鈔票上，直到被歐元取代為止。
博姆-巴維克在1904年重掌教職，擔任维也纳大学的教授。他教授過的學生包括约瑟夫·熊彼特、路德維希·馮·米塞斯。他在1914年去世。
雖然博姆-巴維克是一名自由主義者，但他卻不是當代激進的自由意志主義者，儘管奧地利經濟學派的聲名經常讓這兩者互相連結。他擔心毫無約束的自由競爭會導致「無政府的生產和消費」。他在1880年代和1890年代寫下了大量批判卡尔·马克思經濟學的著作，不過幾名突出的馬克思主義者也在1905年-1906年之間參加了巴維克主持的大學研討班。

## 著作
《资本与利息》的第一卷被路德維希·馮·米塞斯稱為是「現代經濟學理論最突出的貢獻」，在這卷標題為History and Critique of Interest Theories(1884)的書中博姆-巴維克完整闡述了對於利率的理論：包括使用理論、生產理論、節制理論等等。
博姆-巴維克也對馬克思的剝削理論提出強烈批評。博姆-巴維克主張資本家並不會剝削他們的勞工，相反的，由於資本家必須將總收入的一部分作為薪資發放給員工，他們在賺取利潤的同時也造福了勞工，博姆-巴維克主張「勞工不能為了增加其自身的生產佔有率而犧牲了資本」。他主張馬克思的剝削理論忽略了生產過程中的時間因素，而且對於利潤重新分配的理論也與資本主義經濟裡利率的重要性有著完全的衝突，而利潤則是貨幣制度所不可或缺的要件。順著這樣的批評思路，博姆-巴維克主張一個產品的整體價值並非是由勞工們所生產的，相反的，資本家付給勞工們的新酬僅僅是針對他們最初可預見的勞動價值，而非產品最後的價值。博姆-巴維克並且主張，資本家給予勞工的薪資事實上是高於勞工在生產過程中的勞動價值的。

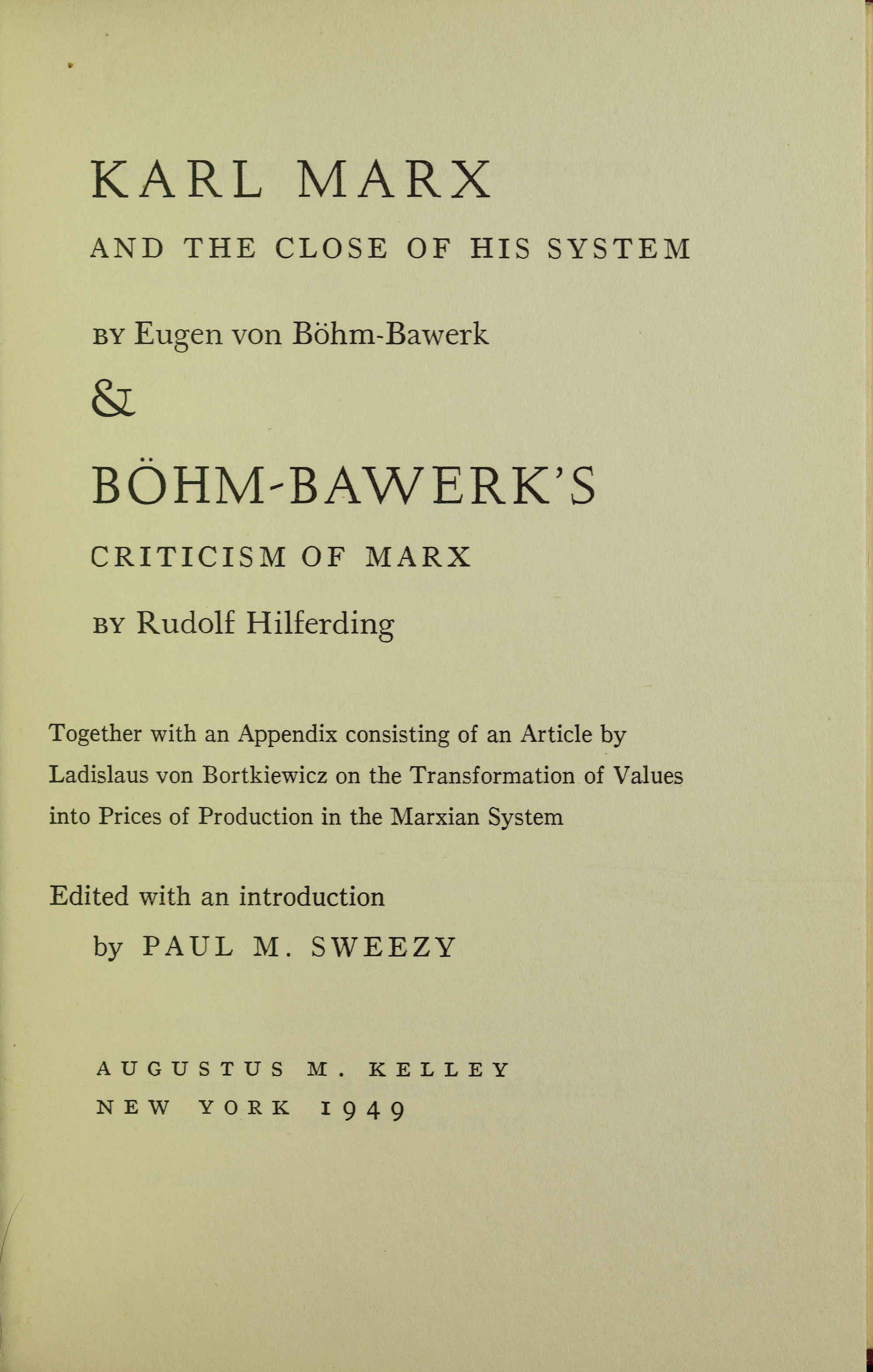
《马克思主义体系之崩溃》一書

《马克思主义体系之崩溃》（1896年）一書中則詳細檢驗了馬克思的勞動價值理論，博姆-巴維克認為馬克思對於價值和勞動的定義是自相矛盾的。他指出馬克思在《资本论》的第三卷中對於生產的利潤和價值所提出的理論，會與他在資本論第一卷裡對於價值的定義產生矛盾。他也批評馬克思忽略了供给和需求對於價格的影響，並質疑馬克思對這方面概念的解釋一向模稜兩可。
Positive Theory of Capital(1889)則是《资本与利息》的第二卷，博姆-巴維克在這一書中闡述了經濟生產過程中所需的大量時間和步驟、以及這些過程所不可或缺的利益報酬。而在第三卷書Value and Price中博姆-巴維克則進一步闡述了門格爾的邊際效益理論，將價值的主觀理論與边际主义相連結。價值的主觀理論主張，任何東西都只有在有人需要它時才會有價值出現：
一個農民開拓者擁有五大袋的穀物，但他不能將其賣掉，也不能買進更多。這時他有五個可能的選擇：

做主食、或長力氣、或喂養小雞來獲取肉食、或釀造威士忌、或喂養鸚鵡以逗樂他。如果他此時失去了一袋穀物，他不會減少前四種用途的量，而是會選擇讓鸚鵡挨餓，因為他認為餵養鸚鵡所得的效益比前四種選擇都要來的少。換句話說，餵養鸚鵡的選擇便是一種“邊際”。人們作出經濟決策時也正是根基於這種邊際原理，而非其他什麼理想崇高的東西。
原本計畫作為全書附錄的Further Essays on Capital and Interest(1921)最後則成為了全書的第三卷。

## 外部連結
- 歐根·博姆-巴維克傳記 （页面存档备份，存于） 由路德維希·馮·米塞斯研究所提供
- Böhm-Bawerk, Eugen von （页面存档备份，存于） 博姆-巴維克的傳記
- 《资本与利息》的全文 （页面存档备份，存于）
- 《卡尔·马克思及其体系的终结》的全文 （页面存档备份，存于）
- The Positive Theory of Capital的全文 （页面存档备份，存于）